# 诺尔米耶
诺尔米耶（法語：Normier，法語發音：[nɔʁmje]）是法国科多尔省的一个市镇，位于该省西部，属于蒙巴尔区。

## 地理
诺尔米耶（47°22'2"N, 4°26'6"E）面积5.1 平方千米，位于法国勃艮第-弗朗什-孔泰大區科多尔省，该省份为法国中东部省份，北起奥布省，西接涅夫勒省和约讷省，南至索恩-卢瓦尔省，东南接汝拉省，东临上索恩省，东北部与上马恩省接壤。
与诺尔米耶接壤的市镇（或旧市镇、城区）包括：克拉姆雷、圣蒂博、托雷苏沙尔尼、努瓦当。

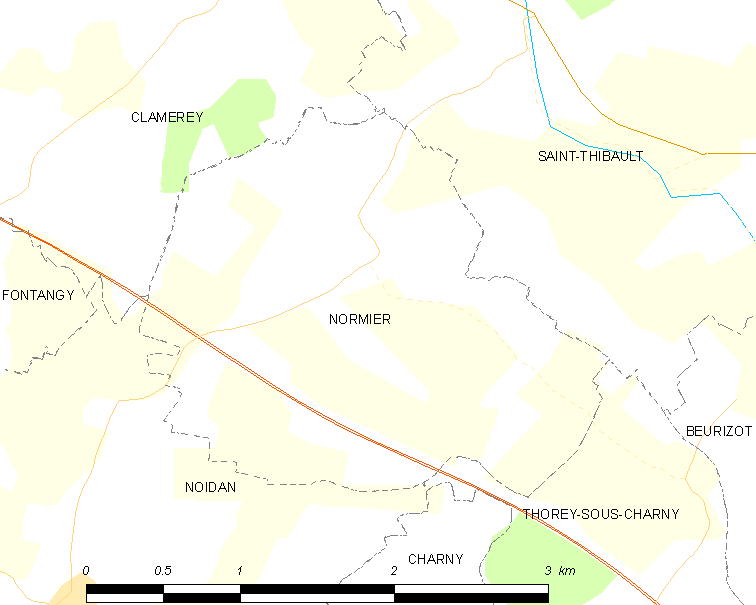
诺尔米耶的OSM定位图

诺尔米耶的时区为UTC+01:00、UTC+02:00（夏令时）。

## 行政
诺尔米耶的邮政编码为21390，INSEE市镇编码为21463。

## 政治
诺尔米耶所属的省级选区为欧苏瓦地区瑟米尔县。

## 人口

1962-2008年间诺尔米耶人口变化图示

诺尔米耶于2022年1月1日时的人口数量为64人。